# أريكا

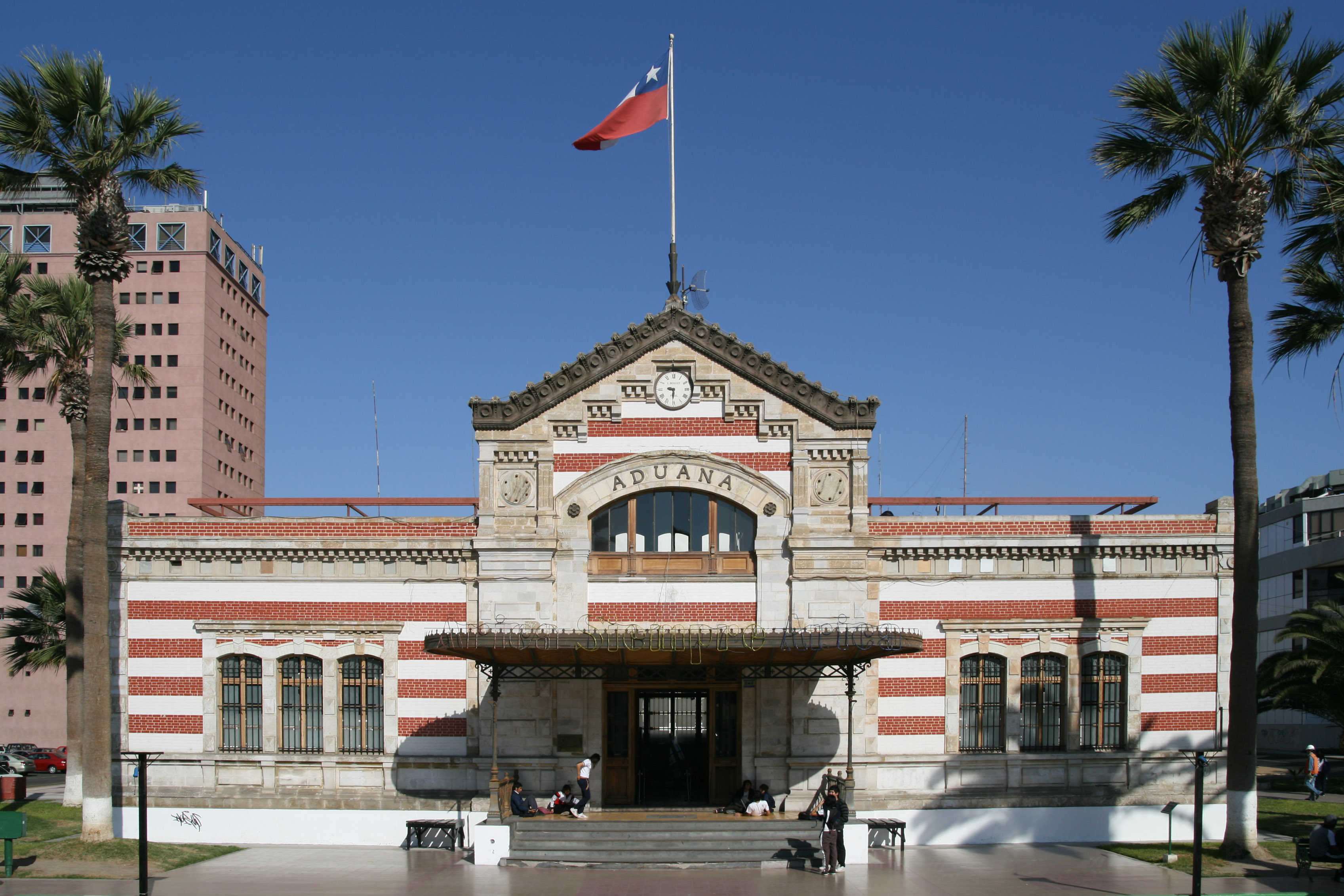
أحد المباني البيروفية القديمة

أريكا هي مدينة ساحلية، تقع في شمالي شيلي، وتُعد مركز إقليم أريكا وبارينكوتا. تبعد عن حدود بيرو 18 كم. وجد ان تاريخ هذة المدينة يعود لعشرة ألافِ عام، لكن كان الأسبان أول من سكن في الموقع، واسسها الكابتن لوكاس مارتينز دي بجٍازو عام 1541، وهي أكثر المدن جفافاً في العالم.

## المناخ
يظهر الجدول التالي التغييرات المناخية على مدار السنة لأريكا:
| البيانات المناخية لـأريكا | البيانات المناخية لـأريكا | البيانات المناخية لـأريكا | البيانات المناخية لـأريكا | البيانات المناخية لـأريكا | البيانات المناخية لـأريكا | البيانات المناخية لـأريكا | البيانات المناخية لـأريكا | البيانات المناخية لـأريكا | البيانات المناخية لـأريكا | البيانات المناخية لـأريكا | البيانات المناخية لـأريكا | البيانات المناخية لـأريكا | البيانات المناخية لـأريكا |
| الشهر | يناير                     | فبراير                    | مارس                      | أبريل                     | مايو                      | يونيو                     | يوليو                     | أغسطس                     | سبتمبر                    | أكتوبر                    | نوفمبر                    | ديسمبر                    | المعدل السنوي             |
| --- | ------------------------- | ------------------------- | ------------------------- | ------------------------- | ------------------------- | ------------------------- | ------------------------- | ------------------------- | ------------------------- | ------------------------- | ------------------------- | ------------------------- | ------------------------- |
| الدرجة القصوى °م (°ف) | 33.0 (91.4)               | 35.2 (95.4)               | 34.2 (93.6)               | 31.3 (88.3)               | 29.9 (85.8)               | 27.8 (82.0)               | 27.9 (82.2)               | 33.3 (91.9)               | 30.6 (87.1)               | 27.0 (80.6)               | 30.2 (86.4)               | 30.2 (86.4)               | 35.2 (95.4)               |
| متوسط درجة الحرارة الكبرى °م (°ف)                                                                                                   | 26.0 (78.8)               | 26.4 (79.5)               | 25.7 (78.3)               | 23.7 (74.7)               | 21.4 (70.5)               | 19.4 (66.9)               | 18.4 (65.1)               | 18.4 (65.1)               | 19.2 (66.6)               | 20.6 (69.1)               | 22.4 (72.3)               | 24.3 (75.7)               | 22.2 (71.9)               |
| المتوسط اليومي °م (°ف) | 22.4 (72.3)               | 22.5 (72.5)               | 21.7 (71.1)               | 19.9 (67.8)               | 18.0 (64.4)               | 16.6 (61.9)               | 15.9 (60.6)               | 16.0 (60.8)               | 16.6 (61.9)               | 17.8 (64.0)               | 19.4 (66.9)               | 21.0 (69.8)               | 19.0 (66.2)               |
| متوسط درجة الحرارة الصغرى °م (°ف)                                                                                                   | 19.7 (67.5)               | 19.8 (67.6)               | 19.0 (66.2)               | 17.2 (63.0)               | 15.6 (60.1)               | 14.8 (58.6)               | 14.3 (57.7)               | 14.7 (58.5)               | 15.1 (59.2)               | 16.0 (60.8)               | 17.1 (62.8)               | 18.3 (64.9)               | 16.8 (62.2)               |
| أدنى درجة حرارة °م (°ف) | 7.5 (45.5)                | 8.0 (46.4)                | 10.2 (50.4)               | 8.4 (47.1)                | 6.8 (44.2)                | 5.8 (42.4)                | 6.2 (43.2)                | 6.2 (43.2)                | 6.9 (44.4)                | 5.6 (42.1)                | 7.7 (45.9)                | 10.7 (51.3)               | 5.6 (42.1)                |
| الهطول مم (إنش) | 0.3 (0.01)                | 0.2 (0.01)                | 0.3 (0.01)                | 0.0 (0.0)                 | 0.1 (0.00)                | 0.2 (0.01)                | 0.4 (0.02)                | 0.1 (0.00)                | 0.1 (0.00)                | 0.0 (0.0)                 | 0.0 (0.0)                 | 0.1 (0.00)                | 1.8 (0.07)                |
| متوسط أيام هطول الأمطار | 0.3                       | 0.2                       | 0.1                       | 0                         | 0.1                       | 0.3                       | 0.3                       | 0.3                       | 0.3                       | 0                         | 0                         | 0.1                       | 2                         |
| متوسط الرطوبة النسبية (%) | 72                        | 72                        | 72                        | 74                        | 76                        | 77                        | 77                        | 77                        | 77                        | 75                        | 73                        | 72                        | 75                        |
| ساعات سطوع الشمس الشهرية | 263.5                     | 240.1                     | 269.7                     | 219.0                     | 192.2                     | 144.0                     | 120.9                     | 120.9                     | 156.0                     | 201.5                     | 228.0                     | 251.1                     | 2٬406٫9                   |
| ساعات سطوع الشمس اليومية | 8.5                       | 8.5                       | 8.7                       | 7.3                       | 6.2                       | 4.8                       | 3.9                       | 3.9                       | 5.2                       | 6.5                       | 7.6                       | 8.1                       | 6.6                       |
| المصدر #1: Dirección Meteorológica de Chile (precipitation days and humidity 1970–2000), Universidad de Chile (sunshine hours only) |                           |                           |                           |                           |                           |                           |                           |                           |                           |                           |                           |                           |                           |
| المصدر #2: [وصلة مكسورة] |                           |                           |                           |                           |                           |                           |                           |                           |                           |                           |                           |                           |                           |

## توأمة
لأريكا اتفاقيات توأمة مع كل من:
- إيلات
- لاباز
- أرتيغاس
- بريسوير
- أريكيبا
- تولكان
- تاكنا

## أعلام
- مانويل غارسيا
- أمريكو
- أوزفالدو هورتادو
- فيليبي ريفيرا
- ماريانو بوستامينت
- سرجيو هيرنانديز
- ألفونسو أوجارت